# 富本憲吉記念館
富本憲吉記念館（とみもとけんきちきねんかん）は奈良県生駒郡安堵町にあった美術館である。2014年に閉館した。2017年1月にレストラン・工房・ギャラリー併設のホテル「うぶすなの郷 Tomimoto」に改装された。運営は奈良市のホテル経営「ワールド・ヘリテイジ」（川井徳子社長）。

## 概要
近代陶芸の父にして人間国宝（重要無形文化財保持者）の陶芸家・富本憲吉の生家を利用した個人美術館。富本の没後、知人の実業家・辻本勇(サンドライビングスクール社長、ルーブル書店会長)が譲り受けて整備し、1974年11月に開館した。本館のほか、修復した江戸時代の建物2棟と移設した大正時代築の土蔵1棟が展示施設となっていた。
収蔵品は富本作の色絵磁器など約500点で、それをローテーションで150点常設展示していた。所蔵品には評価額数千万円のものもあったが、全国の美術館に寄贈されたりオークションにかけられるなどして散逸した。
2008年に所有者が亡くなったことから維持管理が困難となり、2012年5月31日をもって閉館。所蔵資料の一部は京都市立芸術大学、大阪市立美術館、兵庫陶芸美術館へ寄贈された。
2013年3月20日から「富本憲吉文化資料館」の名称で限定開館されたが、2014年2月28日をもって完全閉館した。館の土地と建物は公益社団法人ソーシャル・サイエンス・ラボ（奈良市）が3000万円で取得。2015年9月に、建物は改修の上、体験型宿泊施設としての活用をめざしているという新聞報道がなされ、2017年1月に古民家ホテル「うぶすなの郷　ＴＯＭＩＭＯＴＯ」として開業した。

## 建物・施設

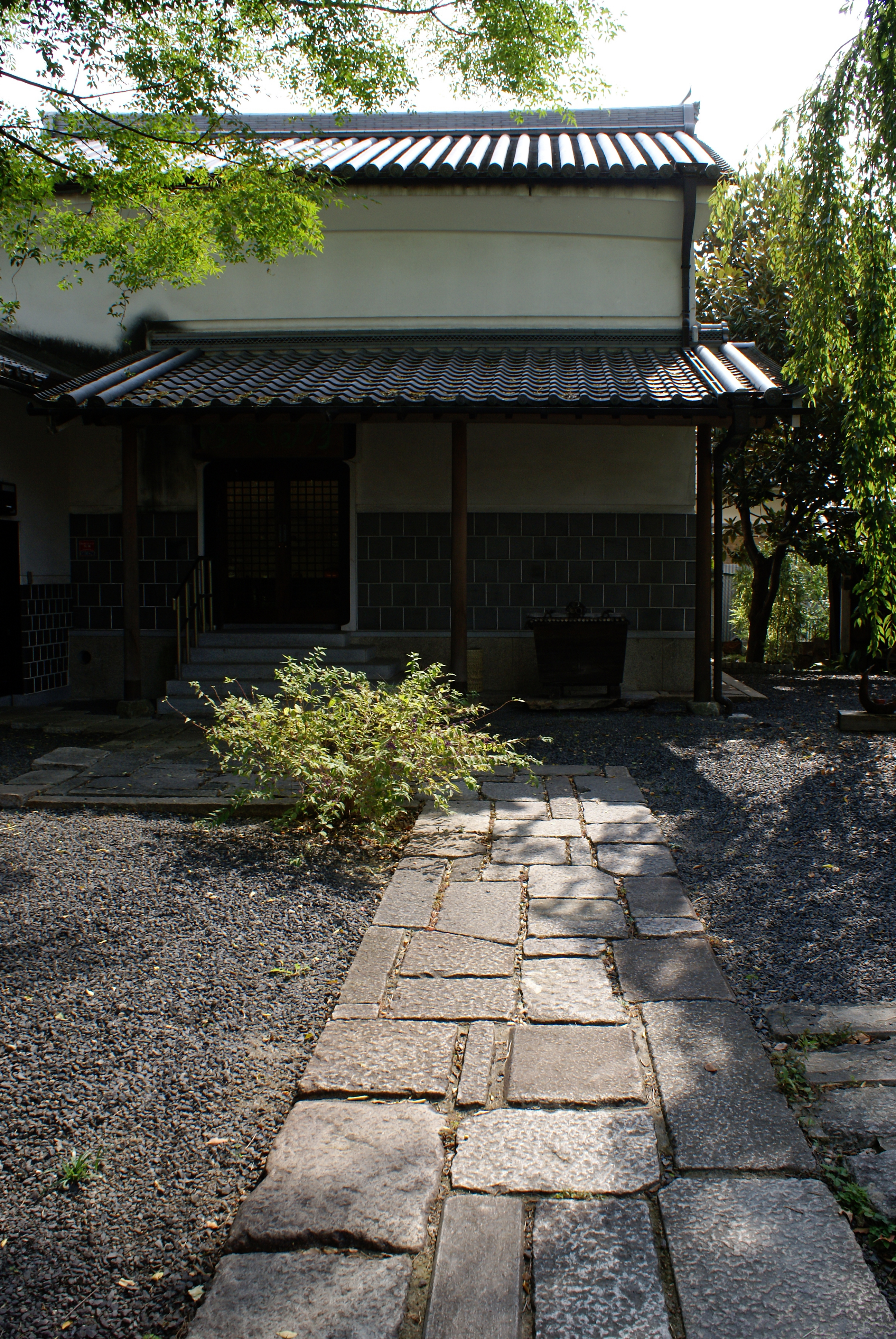
土蔵（陳列室）

- 本館 - 1974年に竣工。大和民家様式の和風建築。館内は企画展示室、資料図書室、休憩室など。
- 土蔵 - 生家の建物で、安永年間（1772年～1780年）築。大和時代の作品を展示。
- 土蔵（陳列室） - 1914年築の土蔵を大阪市内から移築。1Fに東京時代の作品、2Fに京都時代の作品を展示。
- 離れ - 生家の建物で、安永年間築。
- 長屋門 - 生家の建物で、安永年間築。

## 交通アクセス
- 大和路線 法隆寺駅から奈良交通バス「かしの木台」行きで8分、「東安堵」下車 徒歩3分

## 周辺情報
- 安堵町歴史民俗資料館
- 中家住宅 - 重要文化財
- 法隆寺
- 吉田寺